# Drissa Diarra
Drissa Diarra (Bamako, 7 luglio 1985) è un calciatore maliano, centrocampista dell'Otranto.

## Carriera

### Club
Arrivò in Italia nel 2002, scoperto dagli osservatori del Lecce durante la Coppa d'Africa Under 17 alle Seychelles.
Nel club salentino rimase fino al giugno del 2005, collezionando successi con la formazione primavera allenata da Roberto Rizzo (2 Scudetti, 1 Coppa Italia e 1 Super Coppa) ed in totale 4 presenze in prima squadra, con cui esordì in Serie A il 19 ottobre 2003 in Modena-Lecce 2-0.
Trasferitosi nell'estate 2005 in prestito al Perugia in Serie C1, giocò tutta la stagione da titolare ricoprendo vari ruoli.
Nel 2006 passò alla Lucchese ancora in Serie C1 ma, nella sessione invernale del calciomercato, tornò al Lecce in Serie B con cui disputò 11 gare.
Dopo un'altra stagione nella serie cadetta con i salentini, nell'agosto del 2008 viene ceduto in prestito alla squadra di Super League svizzera del Bellinzona. Fa il suo debutto in Coppa UEFA il 18 settembre entrando al 68' in Bellinzona-Galatasaray (3-4) e gioca da titolare il ritorno in Turchia il 3 ottobre (2-1).
Rientra nel luglio 2009 all'Lecce e a fine gennaio 2010 viene ceduto in prestito con opzione nuovamente al Bellinzona, dove disputa 16 gare segnando 3 goal nella seconda parte della stagione contribuendo alla salvezza della squadra e venendo definitivamente riscattato dal Club svizzero.
Nel campionato seguente con i granata disputa 34 partite e mette a segno 4 reti ma, in seguito alla retrocessione del club elvetico in seconda divisione, si svincola a fine stagione.
Nell'estate 2012 firma col club ungherese dell'Honvéd, con cui gioca due stagioni.
Terminata quest'avventura, nel successivo biennio ritorna in Svizzera alla corte del Chiasso.
Nell'agosto 2016 viene ingaggiato dalla società salentina del Nardò, ma l'avventura dura solo pochi mesi, poiché il 16 dicembre decide di svincolarsi.
Nell'estate 2017 si accasa all' Otranto, con cui disputa tre stagioni nel campionato di Eccellenza.
L'8 settembre 2020 passa all'Ugento.

### Nazionale
Con la Nazionale maliana ha partecipato al Mondiale Under-17 2001 di Trinidad e Tobago e al Mondiale Under-20 2003 disputatosi negli Emirati Arabi Uniti.

## Statistiche

### Presenze e reti nei club
Statistiche aggiornate al 3 luglio 2017.
| Stagione          | Squadra           | Campionato        | Campionato | Campionato | Coppe nazionali | Coppe nazionali | Coppe nazionali | Coppe europee | Coppe europee | Coppe europee | Altre coppe | Altre coppe | Altre coppe | Totale | Totale | Totale |
| Stagione          | Squadra           | Comp              | Pres       | Reti       | Comp            | Pres            | Reti            | Comp          | Pres          | Reti          | Comp        | Pres        | Reti        | Pres   | Reti   |        |
| ----------------- | ----------------- | ----------------- | ---------- | ---------- | --------------- | --------------- | --------------- | ------------- | ------------- | ------------- | ----------- | ----------- | ----------- | ------ | ------ | ------ |
| 2002-2003         | Lecce             | B                 | 0          | 0          | CI              | -               | -               | -             | -             | -             | -           | -           | -           | 0      | 0      |        |
| 2003-2004         | Lecce             | A                 | 3          | 0          | CI              | 0               | 0               | -             | -             | -             | -           | -           | -           | 3      | 0      |        |
| 2004-2005         | Lecce             | A                 | 1          | 0          | CI              | -               | -               | -             | -             | -             | -           | -           | -           | 1      | 0      |        |
| lug.-ago. 2005    | Lecce             | A                 | -          | -          | CI              | 1               | 0               | -             | -             | -             | -           | -           | -           | 1      | 0      |        |
| ago. 2005-2006    | Perugia           | C1                | 27         | 3          | -               | -               | -               | -             | -             | -             | -           | -           | -           | 27     | 3      |        |
| 2006-gen. 2007    | Lucchese          | C1                | 7          | 0          | CI+CI-C         | 0+3             | 0+1             | -             | -             | -             | -           | -           | -           | 10     | 1      |        |
| gen.-giu. 2007    | Lecce             | B                 | 11         | 0          | CI              | -               | -               | -             | -             | -             | -           | -           | -           | 11     | 0      |        |
| 2007-2008         | Lecce             | B                 | 4          | 0          | CI              | 1               | 0               | -             | -             | -             | -           | -           | -           | 5      | 0      |        |
| 2008-2009         | Bellinzona        | SL                | 25         | 4          | CS              | 3               | 0               | CU            | 2             | 0             | -           | -           | -           | 30     | 4      |        |
| 2009-gen. 2010    | Lecce             | B                 | 1          | 0          | CI              | 1               | 0               | -             | -             | -             | -           | -           | -           | 2      | 0      |        |
| Totale Lecce      | Totale Lecce      | Totale Lecce      | 20         | 0          |                 | 3               | 0               |               | -             | -             |             | -           | -           | 23     | 0      |        |
| gen.-giu. 2010    | Bellinzona        | SL                | 15+2       | 3          | CS              | -               | -               | -             | -             | -             | -           | -           | -           | 17     | 3      |        |
| 2010-2011         | Bellinzona        | SL                | 34+1       | 4          | CS              | 3               | 0               | -             | -             | -             | -           | -           | -           | 38     | 4      |        |
| Totale Bellinzona | Totale Bellinzona | Totale Bellinzona | 74+3       | 11         |                 | 6               | 0               |               | 2             | 0             |             | -           | -           | 85     | 11     |        |
| 2012-2013         | Honvéd            | NBI               | 15         | 1          | MK+MLK          | 5+7             | 1+3             | UEL           | 4             | 0             | -           | -           | -           | 31     | 5      |        |
| 2013-2014         | Honvéd            | NBI               | 17         | 0          | MK+MLK          | 1+3             | 0+0             | UEL           | 4             | 2             | -           | -           | -           | 25     | 2      |        |
| Totale Honvéd     | Totale Honvéd     | Totale Honvéd     | 32         | 1          |                 | 16              | 4               |               | 8             | 2             |             | -           | -           | 56     | 7      |        |
| 2014-2015         | Chiasso           | CL                | 25         | 0          | CS              | 2               | 0               | -             | -             | -             | -           | -           | -           | 27     | 0      |        |
| 2015-2016         | Chiasso           | CL                | 20         | 3          | CS              | 2               | 0               | -             | -             | -             | -           | -           | -           | 22     | 3      |        |
| Totale Chiasso    | Totale Chiasso    | Totale Chiasso    | 45         | 3          |                 | 4               | 0               |               | -             | -             |             | -           | -           | 49     | 3      |        |
| ago.-dic. 2016    | Nardò             | D                 | 11         | 1          | CI-D            | 1               | 1               | -             | -             | -             | -           | -           | -           | 12     | 2      |        |
| Totale carriera   | Totale carriera   | Totale carriera   | 216+3      | 19         |                 | 33              | 6               |               | 10            | 2             |             | -           | -           | 262    | 27     |        |

## Palmarès

### Club

#### Competizioni giovanili
- Campionato Primavera: 2

Lecce: 2002-2003, 2003-2004
- Coppa Italia Primavera: 1

Lecce: 2004-2005
- Supercoppa Primavera: 1

Lecce: 2004